# François Durand-Béchet
Pour les articles homonymes, voir François de Durand (homonymie), Durand et Bechet (homonymie).
François Charles Abel de Durand, connu sous le nom de Durand-Béchet est un homme politique français né le 12 avril 1886 à Montpellier (Hérault) et mort le 27 juillet 1959 à Sévérac-le-Château (Aveyron).

## Biographie
Issu d'une ancienne famille de la noblesse aveyronnaise, il est le fils de Charles Antoine Georges de Durand ((1851-1935) et d'Hélène Marie Thérèse Béchet (1853-1921).
Il est le père de cinq enfant dont le frère Georges - Mathieu de Durand dominicain et un éminent spécialiste de la patristique et de la christologie.
Le capitaine Adrien Armand de Durand est un de ses aïeux. 
Journaliste, il participe à la création à Dreux du journal "La Tribune Républicaine", dont les locaux sont 17 Grande-Rue. Il en devient le rédacteur en chef et soutient en 1913 la candidature de Jules Glatigny (1887-1914), avocat, contre Maurice Viollette, ce dernier étant élu.
Après la Première Guerre mondiale, il fonde à Dreux la société des anciens combattants appelée "Le Poilu".
Il est élu député d'Eure-et-Loir de 1919 à 1924, pendant la XIIe législature de la Troisième République française. Il ne s'inscrit à aucun groupe, mais soutient la politique du bloc national.
Le 26 juillet 1890, un jugement du tribunal civil de première instance de Millau ordonne que son acte de naissance soit rectifié en ce sens qu'à l'avenir il sera inscrit "de Durand "au lieu de Durand qui avait été inscrit d'une manière incomplète.
Il se marie le 22 février 1922 à Menton avec Monique de Girard (1898-1940) et a cinq enfants.

## Sources
- « François Durand-Béchet », dans le Dictionnaire des parlementaires français (1889-1940), sous la direction de Jean Jolly, PUF, 1960 [détail de l’édition]